# Хвасон (фортеця)
Хвасо́н (кор. 화성, досл. «Квітуча фортеця») — фортифікаційна споруда в місті Сувон провінції Кьонгі, Республіка Корея за 30 км на південь від Сеула. Хвасон було споруджено протягом 1794—1796 років. Правитель Чонджо побудував фортецю на згадку про свого батька, принца Садо-гуна, заморенного голодом за наказом діда Чонджо, правителя Енджо. У Хвасоні було поховано останки принца Садо.
1997 року фортецю Хвасон було занесено до списку Світової спадщини ЮНЕСКО.

## Історія
У липні 1789 року король Чонджо переніс останки свого батька на пагорб Палдалсан (팔달산), де сьогодні розташоване місто Сувон. Батько короля Чонджо загинув від рук діда короля. Перепоховання на почесне місце мало, на думку Чонджо, реабілітувати його батька. А саме будівництво фортеці Хвасон пов'язують з бажанням Чонджо перенести столицю держави з Сеула до міста Сувон. Аби посприяти дінамічнішому зростанню міста, він розпорядився звільнити його мешканців від податків протягом десяти років. Окрім того, Чонджо прийняв спеціальний дектрет, за яким 20 найбагатших родин Сеула мали переїхати до Сувона, аби посприяти розвитку там торгівлі та самого міста.
Будівництво фортеці було доручено філософу й архітектору Чон Ягену (псевдонім Дасан), що став пізніше одним з лідерів руху Сірхакпха. За планом будівництво мало тривати 10 років, проте Хвасонська фортеця була споруджена всього за два з половиною роки, протягом 1794-1796 років. Таке швидке будівництво стало можливим завдяки запровадженню системи гідної оплати праці замість примусової роботи, що практикувалася в минулому.
У той час основною фортифікаційною моделлю в Кореї була проста структура, коли внутрішню частину фортеці оточував фортечний мур, поруч з яким на пагорбах розташовувалися форти, до яких у разі нападу евакуювали населення. Проте Хвасон має як мури, так і оборонні споруди. Основна брама фортеці служила також міськими воротами. Уздовж мурів розташовувалися спеціальні парапети, на яких знаходились гармати та охоронці.
1800 року було опубліковано десятитомний документ «Хвасон сон'єк ийгве» (Записи про спорудження фортеці Хвасон), який виявився корисним при реконструкції фортеці 1970 року. Перший том документа містив плани фортець, наступні шість — описували споруди, містили укази щодо будівництва та документи про всі видатки. В останніх трьох томах містилися додаткові деталі про будівництво.
Під час Корейської війни фортеця зазнала значних руйнувань та в 1960-ті та 1970-ті роки була відбудована й реконструйована.